# Aloe altimatsiatrae
Aloe altimatsiatrae ist eine Pflanzenart der Gattung der Aloen in der Unterfamilie der Affodillgewächse (Asphodeloideae). Das Artepitheton altimatsiatrae verweist auf das Vorkommen der Art in der Region Haute Matsiatra auf Madagaskar und leitet sich vom lateinischen Wort altus für ‚hoch‘ ab.

## Beschreibung

### Vegetative Merkmale
Aloe altimatsiatrae wächst stammbildend, verzweigt und bildet kleine Klumpen. Der niederliegende Stamm erreicht eine Länge von 20 bis 50 Zentimeter. Die 15 bis 30 linealisch-lanzettlichen, aufgebreitet-aufrechten Laubblätter bilden lockere Rosetten. Die hellgrüne Blattspreite ist 30 bis 55 Zentimeter lang und 4 bis 6 Zentimeter breit. Die deltoiden Zähne am Blattrand sind 2 Millimeter lang und stehen 8 bis 15 Millimeter voneinander entfernt.

### Blütenstände und Blüten
Der Blütenstand besteht für gewöhnlich aus zwei Zweigen und erreicht eine Länge von 70 bis 110 Zentimeter. Die dichten, kopfigen Trauben sind 10 Zentimeter lang und 4 bis 5 Zentimeter breit. Die eiförmigen, rötlichen Brakteen weisen eine Länge von 6 Millimeter auf und sind 3 Millimeter breit. Die zylindrischen, gelben Blüten stehen an 33 Millimeter langen Blütenstielen. Die Knospen sind orangefarben. Die Blüten sind 30 Millimeter lang. Auf Höhe des Fruchtknotens weisen die Blüten einen Durchmesser von 5 bis 6 Millimeter auf. Darüber sind sie zur Mündung leicht erweitert. Ihre äußeren Perigonblätter sind nicht miteinander verwachsen. Die Staubblätter und der Griffel ragen kaum aus der Blüte heraus.

## Systematik und Verbreitung
Aloe altimatsiatrae ist in der Region Haute Matsiatra auf Madagaskar auf Granitvorkommen in Höhen von 1200 Metern verbreitet. Die Art ist nur vom Typusfundort bekannt.
Die Erstbeschreibung durch Jean-Bernard Castillon wurde 2008 veröffentlicht. Ein nomenklatorisches Synonym ist Aloe fievetii var. altimatsiatrae (J.-B.Castillon) J.-B.Castillon (2009, nom. inval.).

## Nachweise